# She Works Hard for the Money
She Works Hard for the Money (с англ. — «Она зарабатывает деньги нелёгким трудом») — десятый студийный альбом американской певицы Донны Саммер, выпущенный 10 мая 1983 года на лейбле Mercury. Пластинка стала самым успешным релизом Саммер в 80-е годы, а заглавный одноимённый сингл стал большим хитом, достигнув 3-й позиции в чарте Billboard Hot 100 и 1-й строчки Hot R&B/Hip-Hop Songs. Сам альбом смог добраться до 9-м места в альбомном чарте Billboard 200.
Альбом был более танцевальным, чем два предыдущие, но он также содержит проникновенные баллады, например, «Love Has a Mind of Its Own», исполненный в дуэте с Мэттью Уордом. В нем так же есть песня и в стиле регги «Unconditional Love». В лирике альбома поднимаются темы социальной несправедливости, Донна предстает сильной женщиной, а не просто сексуальным объектом. Донна принимала участие в написании всех песен на альбоме. На обложке альбома и заглавного сингла Саммер предстает официанткой — это дань работающим женщинам. Клип «She Works Hard for the Money» стал настоящим хитом на MTV, после того как Майкл Джексон проложил туда дорогу чёрным музыкантам. Песня была также номинирована на «Грэмми» в номинации «Лучшее женское вокальное поп-исполнение». Песня «He’s a Rebel» получила «Грэмми» в номинации «Лучшее вдохновляющее исполнение».

## Список композиций
| №  | Название                       | Автор(ы)                                                | Длительность |
| -- | ------------------------------ | ------------------------------------------------------- | ------------ |
| 1. | «She Works Hard for the Money» | Майкл Омартиан, Донна Саммер                            | 5:19         |
| 2. | «Stop, Look and Listen»        | Майкл Омартиан, Грег Филлингейнс, Донна Саммер          | 5:52         |
| 3. | «He’s a Rebel»                 | Джей Грейдон, Майкл Омартиан, Донна Саммер              | 4:22         |
| 4. | «Woman»                        | Джей Грейдон, Майкл Омартиан, Брюс Судано, Донна Саммер | 4:19         |

| №  | Название                        | Автор(ы)                                  | Длительность |
| -- | ------------------------------- | ----------------------------------------- | ------------ |
| 5. | «Unconditional Love»            | Майкл Омартиан, Донна Саммер              | 4:42         |
| 6. | «Love Has a Mind of Its Own»    | Майкл Омартиан, Брюс Судано, Донна Саммер | 4:16         |
| 7. | «Tokyo»                         | Майкл Омартиан, Брюс Судано, Донна Саммер | 4:15         |
| 8. | «People, People»                | Майкл Омартиан, Брюс Судано, Донна Саммер | 3:53         |
| 9. | «I Do Believe (I Fell in Love)» | Донна Саммер                              | 4:52         |

## Позиции в хит-парадах
| Чарт (1983)                         | Высшая позиция |
| ----------------------------------- | -------------- |
| Великобритания (UK Albums Chart)    | 28             |
| Германия (Offizielle Top 100)       | 14             |
| Испания (Promusicae)                | 15             |
| Нидерланды (Album Top 100)          | 9              |
| Новая Зеландия (RMNZ)               | 47             |
| Норвегия (VG-lista)                 | 12             |
| США (Billboard 200)                 | 9              |
| США (Billboard Black LPs)           | 5              |
| Финляндия (Suomen virallinen lista) | 8              |
| Швейцария (Schweizer Hitparade)     | 23             |
| Швеция (Sverigetopplistan)          | 8              |
| Япония (Oricon)                     | 27             |

## Сертификации
| Регион | Сертификация | Продажи  |
| --- | ------------ | -------- |
| Канада (Music Canada) | Золотой      | 50 000^  |
| Франция (SNEP) | Золотой      | 100 000* |
| США (RIAA) | Золотой      | 500 000^ |
| * Данные о продажах приведены только на основе сертификации. ^ Данные о тиражах приведены только на основе сертификации. |              |          |